# حمى الكوخ: المريض رقم صفر (فلم)
حمى الكوخ: المريض رقم صفر (بالإنجليزية: Cabin Fever: Patient Zero) هو فيلم رعب تم إنتاجه في الولايات المتحدة وصدر سنة 2014 بطولة ريان دونوهو وبراندو إيتون وجيليان موري وشون أستين وهو الجزء الثالث من سلسلة أفلام «حمى الكوخ».

## القصة
في جو من الرعب يرصد الفيلم مجموعة من الأصدقاء ذهبوا في رحلة بحرية إلى منطقة البحر الكاريبي. تبدو الرحلة من الوهلة الأولى جميلة وهادئة وأنها مليئة بالمرح والاستجمام. سرعان ما يتبدد كل ذلك وتنقلب الرحلة لهلع وكرب بعد أن تصطدم بمركب للأبحاث العلمية. تصبح حياة كل شخص مهددة بالضياع والموت حيث إن هناك فيروسًا آكل للحوم البشر طليق ويبحث عن ضحية تلو الأخرى، وعلى كل شخص النجاة بروحه من الموت.

## روابط خارجية
- مقالات تستعمل روابط فنية بلا صلة مع ويكي بيانات